# Cascina Creta

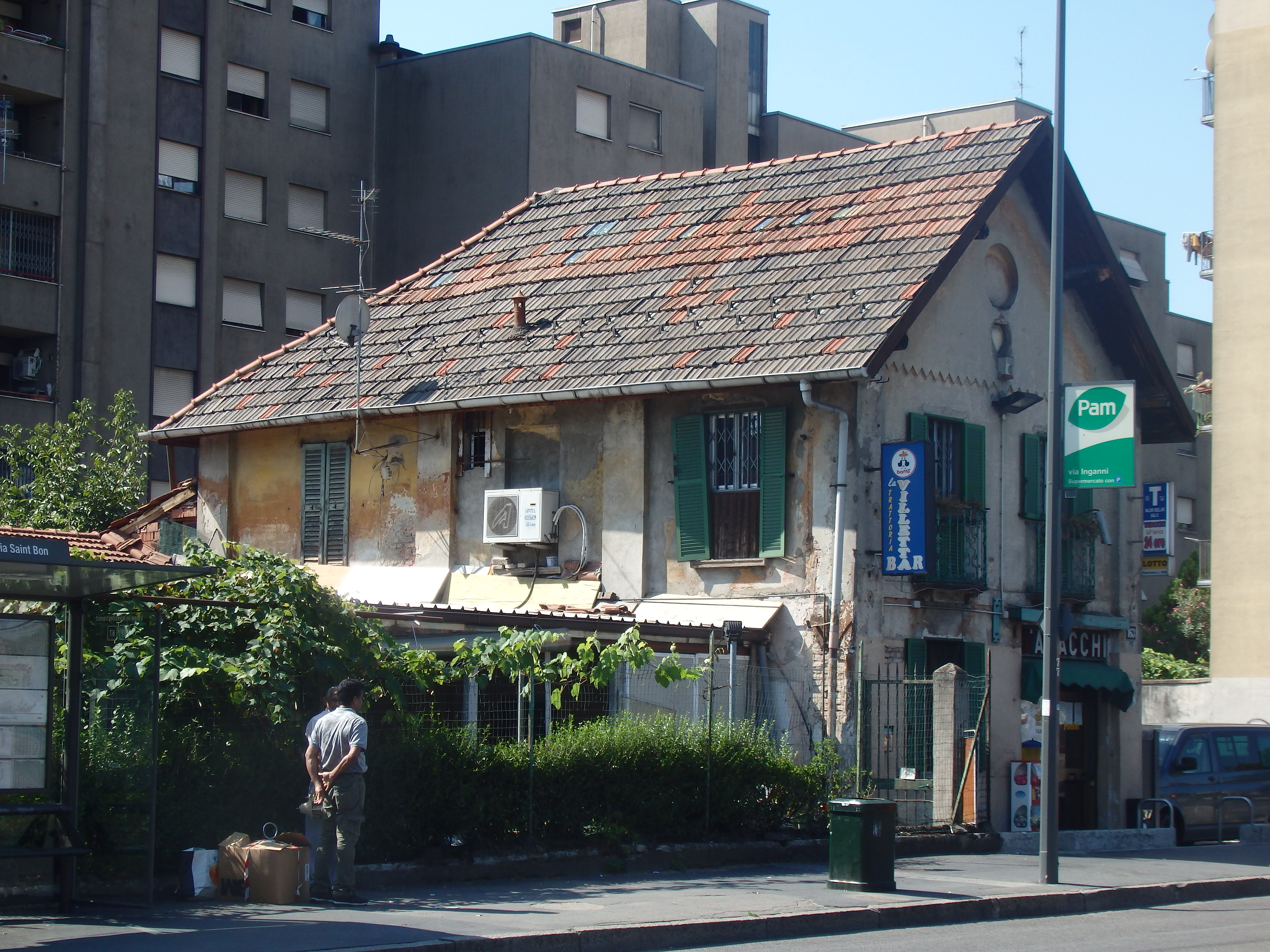
Quel che resta oggi della cascina

La Cascina Creta (in lombardo Cassina Crea) è stata una cascina di Sella Nuova, oggi quartiere di Milano: oggi è stata quasi totalmente demolita, fatta salva una piccola costruzione adibita a tabaccheria denominata in milanese el tabacchee de la Crea, lascia però il nome ad una via, e più estensivamente alla zona di confine di Sella Nuova con il Lorenteggio, e ad una chiesa parrocchiale.

## Storia
La Cascina Creta è menzionata già nella Carta dei Fieni del Claricio del 1659, con il nome lombardo, e si estendeva tra le odierne vie Bisceglie e Saint Bon, ed era toccata dal fontanile Marcione, che nasceva nell'odierno Parco delle Cave.
Il nome deriverebbe dalla grande presenza di creta nel sottosuolo, utilizzata poi per fare i mattoni.
Durante il fascismo le aziende agricole con sede nella Cascina si spostano nell'adiacente Creta Nuova, un'azienda agricola modello del tempo, e a chi vi lavorava ed era partito per le guerre d'Africa viene promesso un lavoro nelle industrie statali, svuotando la cascina vecchia che, degradata, verrà demolita negli anni '80 per lasciare spazio alle case popolari di via Saint Bon.